# Ochodaeus mongolicus
Ochodaeus mongolicus is een keversoort uit de familie Ochodaeidae. De wetenschappelijke naam van de soort is voor het eerst geldig gepubliceerd in 1967 door Petrovitz.